# Contactin 2
Contactin-2 là protein ở người được mã hóa bởi gen CNTN2.

## Chức năng
Contactin-2 là thành viên của siêu họ immunoglobulin. Đây là một protein màng neuron móc glycosylphosphatidylinositol (GPI), chức năng là một phân tử bám dính tế bào. Contactin-2 cũng có thể có vai trò hình thành những kết nối axon trong sự phát triển của hệ thần kinh. Nó cũng có thể tham gia quá trình sinh u thần kinh đệm và là một mục tiêu tiềm năng cho công tác điều trị.

## Tương tác
CNTN2 có khả năng tương tác với CNTNAP2 và NFYB.